# Coexistence
Coexistence - Impression of 1980 is een compositie voor harmonieorkest van de Nederlandse componist Kees Vlak. De compositie is geschreven in opdracht van het Amsterdams Fonds voor de Kunst.